# ستيفن موكوكا
ستيفن موكوكا (بالإنجليزية: Stephen Mokoka) هو عداء مسافات طويلة وماراثون جنوب أفريقي ولد في يوم 31 يناير 1985، إختص بسباق الماراثون وبسباق 3000 متر و10000 متر، أبرز إنجازاته كان فوزه بالميدالية الذهبية في بطولة أفريقيا لألعاب القوى 2016 في سباق 10000 متر، كما فاز بثلاث ميداليات ذهبية وميدالية فضية في الألعاب الجامعية.

## روابط خارجية
- ستيفن موكوكا على موقع الاتحاد الدولي لألعاب القوى (الإنجليزية)
- ستيفن موكوكا على موقع الاتحاد الألماني للألترا ماراثون (الإنجليزية)
- ستيفن موكوكا على موقع الدوري الماسي (الإنجليزية)
- ستيفن موكوكا على موقع أوليمبيديا (الإنجليزية)